# Хаугор, Якоб
Якоб Лет Хёугор (дат. Jakob Let Haugaard; род. 1 мая 1992 года, Копенгаген, Дания) — датский футболист, вратарь клуба «Сток Сити». Ранее представлял юниорские сборные Дании.

## Карьера
Хаугор родился в местности Сундбю в Копенгагене. На молодёжном уровне играл в клубах «Торнбю», «Брондбю» и «Академиск». В 2010 году подписал профессиональный контракт с «Академиском». В первый состав команды Хаугор начал попадать в конце сезона 2010/11. Сыграл в клубе 14 матчей.
Выступления Хаугора в «Академиске» привлекли внимание «Мидтьюлланна» и в декабре 2011 года Хаугор подписал контракт с клубом. Сезон 2011/12 Хаугор провёл в резервном составе. Дебютировал в клубе 27 июля 2012 года в матче против «Хорсенс». В течение сезона 2012/13 сыграл 7 матчей. В сезоне 2013/14 Хаугор снова был резервным вратарём после Йонаса Лёссль и сыграл только один матч. 2014/15 для Хаугора оказался успешным, он сыграл 23 матча и вместе с клубом стал чемпионом Дании.
27 мая 2015 года Хаугор подписал трёхлетний контракт с английским клубом «Сток Сити».

## Статистика
| Клуб             | Сезон            | Лига             | Лига  | Лига | Кубок | Кубок | Кубок лиги | Кубок лиги | Другое | Другое | Всего | Всего |
| Клуб             | Сезон            | Дивизион         | Матчи | Голы | Матчи | Голы  | Матчи      | Голы       | Матчи  | Голы   | Матчи | Голы  |
| ---------------- | ---------------- | ---------------- | ----- | ---- | ----- | ----- | ---------- | ---------- | ------ | ------ | ----- | ----- |
| Академиск        | 2010/11          | Бет25 Лига       | 14    | −22  | 1     | −3    | —          | —          | —      | —      | 15    | −25   |
| Академиск        | Всего            | Всего            | 14    | −22  | 1     | −3    | —          | —          | —      | —      | 15    | −25   |
| Мидтьюлланн      | 2011/12          | Суперлига        | 0     | 0    | 0     | 0     | —          | —          | 0      | 0      | 0     | 0     |
| Мидтьюлланн      | 2012/13          | Суперлига        | 6     | −9   | 2     | −2    | —          | —          | 0      | 0      | 8     | −11   |
| Мидтьюлланн      | 2013/14          | Суперлига        | 1     | 0    | 2     | −5    | —          | —          | 0      | 0      | 3     | −5    |
| Мидтьюлланн      | 2014/15          | Суперлига        | 23    | −23  | 1     | −1    | —          | —          | 2      | −6     | 25    | −30   |
| Мидтьюлланн      | Всего            | Всего            | 30    | −32  | 5     | −8    | —          | —          | 2      | −6     | 33    | −46   |
| Сток Сити        | 2015/16          | Премьер-лига     | 5     | −11  | 2     | −2    | 0          | 0          | —      | —      | 7     | −13   |
| Всего за карьеру | Всего за карьеру | Всего за карьеру | 49    | −65  | 8     | −13   | 0          | 0          | 2      | −6     | 55    | −84   |

## Достижения
Мидтъюлланн
- Чемпион Дании: 2014/15